# Pleurotaenium maximum
Pleurotaenium maximum là một loài Song tinh tảo trong họ Desmidiaceae, thuộc chi Pleurotaenium.